# ジャック・ティール
ジャック・ティール（Jake Thiel、1997年6月2日 - ）は、カナダのラグビー選手。

## プロフィール
- カナダ・ビクトリア出身[1]。
- ポジションはナンバーエイト(No.8)。
- 身長 193cm、体重 103kg
- 父のジョン・ティールは元ラグビー選手で双子兄弟ジョシュ・ティールもラグビー選手[2]。
- U20カナダ代表に選ばれたことがある[3]。
- 7人制カナダ代表に選ばれたことがある[4]。

## 略歴
2021年、東京五輪の7人制カナダ代表スコッドに選ばれた。